# Stadtbach (Aare)
Der Stadtbach von Bern (Schweiz) ist ein im 13. Jahrhundert in die Stadt umgeleiteter Bach. Er ist ein gut dreizehn Kilometer langes, flaches und mittleres Fliessgewässer des kollinen, karbonatischen Mittellands sowie ein linker und westlicher Zufluss der Aare.

## Geographie

### Verlauf
Der Bach entspringt als Eichholzbach an der Wasserscheide zwischen Sense und Aare beim Weiler Landstuhl, der zur Gemeinde Neuenegg gehört. Bereits weit von Bern entfernt, ab der Aufnahme des Oberwangenbachs bei Thörishaus, wird er heute Stadtbach genannt. Von hier aus fliesst er kanalisiert entlang der Autobahn A12 und der Bahnlinie und nimmt 13 weitere kleinere Bäche auf. Vorbei an Ober- und Niederwangen erreicht er Bümpliz und damit die Stadt Bern. Dort verschwindet er unterirdisch kanalisiert, kommt aber immer wieder eingedolt oder natürlich an die Oberfläche zurück. Beim Schloss Bümpliz ist sein Lauf renaturiert. Ab Bethlehemstrasse  fliesst er wieder unterirdisch über Weyermannshaus und  Steigerhubel zum Inselspital beim Loryplatz,  wo er nochmals ans Tageslicht kommt. 2018 wurde bei der Neugestaltung des Inselparks beim Spital eine Sitz- und Begegnungstreppe zum Stadtbach hinunter gebaut.
Die Umleitung beginnt hier, wo er sich ursprünglich mit dem von rechts kommenden Sulgenbach vereinigte und auf kurzem Weg nach rechts hinunter zur Aare floss. In diesem natürlichen Bett fließt heute – ebenfalls meistens unterirdisch – nur noch der Sulgenbach. Beim Loryplatz fließen die beiden Bäche (der Sulgenbach unterirdisch) ein kurzes Stück nur etwa 70 Meter voneinander entfernt parallel.
Kurz nach Beginn der Umleitung fliesst der Stadtbach wieder unterirdisch und mit sehr geringem Gefälle durch das auf der Nordseite der Eisenbahngleise liegende, bis zum Hauptbahnhof reichende Stadtbachquartier. Nach rechts abbiegend, parallel unter dem Fussgängerübergang Welle fliessend, erreicht er den Bubenbergplatz, von dem aus er sich nach links wendet, bei der Heiliggeistkirche die Berner Altstadt erreicht und diese in voller Länge in ihren vier Hauptgassen bis zur Aare bei der Nydeggbrücke durchquert. Bei der Sanierung der Kram- und Gerechtigkeitsgasse, den beiden unteren der vier Hauptgassen, in den Jahren 2004 und 2005 wurde dort der Stadtbach wieder an die Oberfläche geholt. 
Im unteren Teil der Gerechtigkeitsgasse wurde er über ein kleines Stück umgekehrt fliessend gestaltet. Dieses Kunstobjekt von Martin Beyeler nennt sich Gegenlauf im Fluss und wurde beim Neubau – als Kunst am Bau – für die Aufwertung der Gasse als Begegnungszone gewählt.

### Zuflüsse
- Löölibach (rechts), 0,7 km[3]
- Haslibach (rechts), 0,6 km[3]
- Hälibach (links), 0,7 km[3]
- Erlebach (rechts), 0,2 km[3]
- Riedbach (rechts), 1,0 km[3], 1,11 km²
- Moosbach (links), 2,6 km[3], 3,36 km²

## Geschichte
Der Stadtbach wurde schon kurz nach der Stadtgründung 1191 erstmals erwähnt. Der Bach mündete ursprünglich beim heutigen Loryplatz in den Sulgenbach. Er wurde aber schon bald nach der Stadtgründung künstlich in die Stadt geleitet. Er diente nie als Trinkwasser-, sondern wurde als Abwasserkanal benutzt. Im Mittelalter wurden auch Mühlen am Bach betrieben. Auch die Gerber benutzen das Wasser.
Bis 1890 floss er offen durch die Altstadt, 1921 wurde er dann auch in der Kram- und Gerechtigkeitsgasse überdeckt. In den 1940er Jahren wurden in der Altstadt die letzten Teile des Stadtbachs in Betonröhren gelegt, und so geriet er langsam in Vergessenheit. Das Freibad Weyermannshaus, das grösste Freibadebecken der Schweiz gemessen an der Wasserfläche, wurde von 1908 bis 1910 gebaut. Vorher diente es als Fischweiher und Ausgleichsbecken für den Stadtbach.
Bis 1974 wurde die Marzilibahn als Wasserballastbahn mit dem Wasser aus dem Stadtbach betrieben. In den 1970er Jahren begannen in Bümpliz die ersten Renaturierungsprojekte (Kleefeld, Fussgängerzone, Schloss).

## Bilder

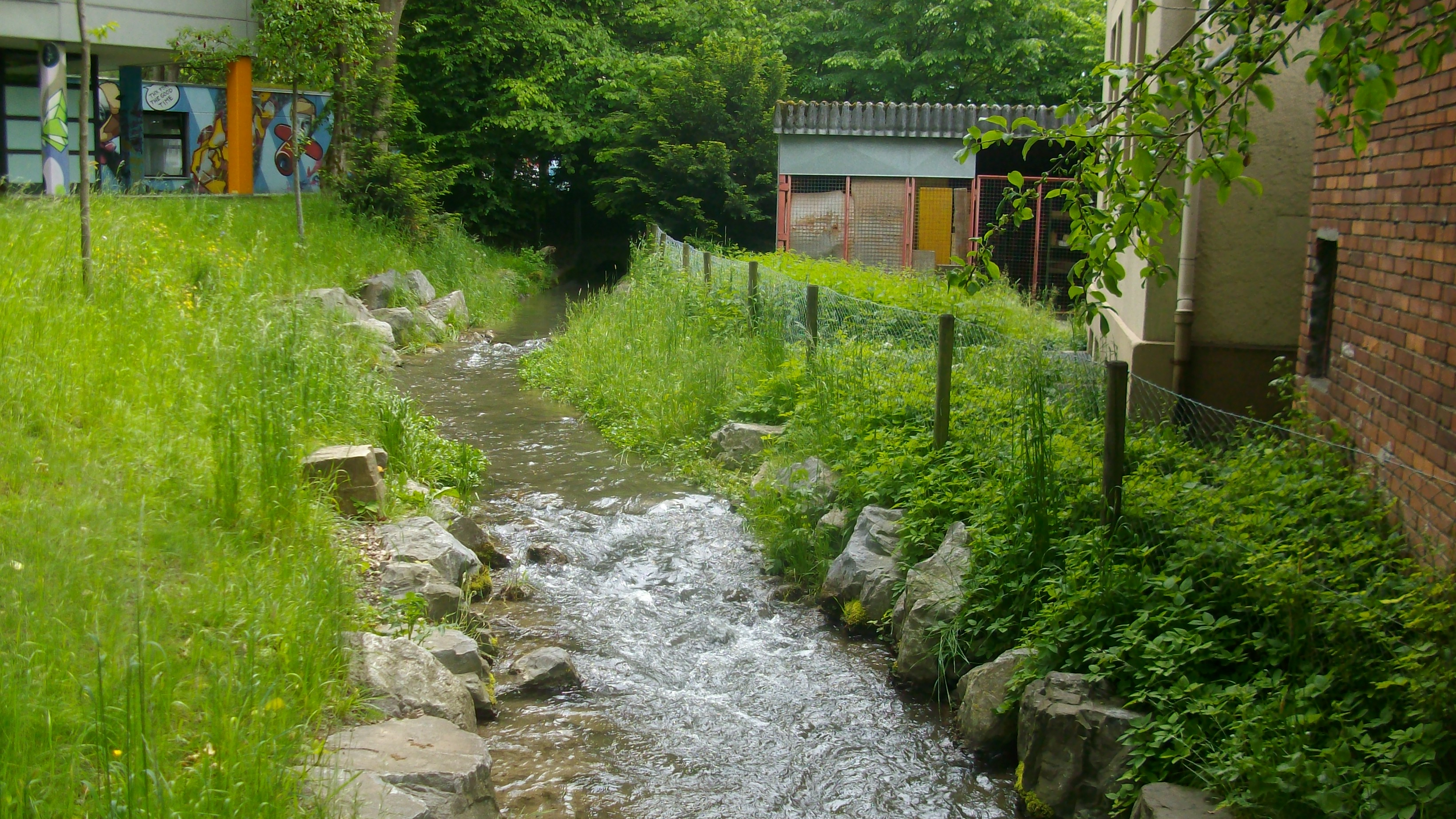
Stadtbach in Bümpliz renaturiert
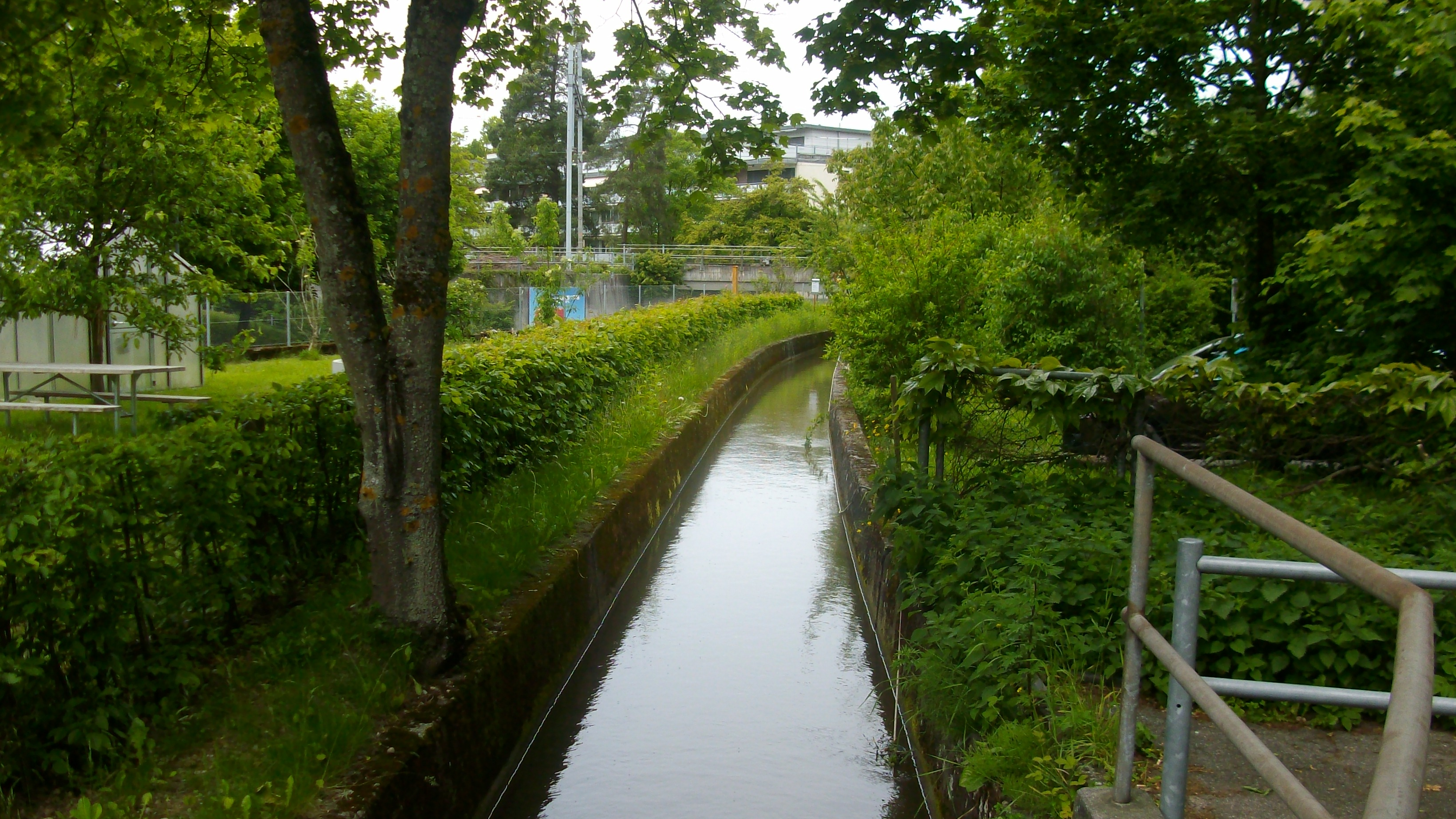
Stadtbach in Bümpliz eingedolt
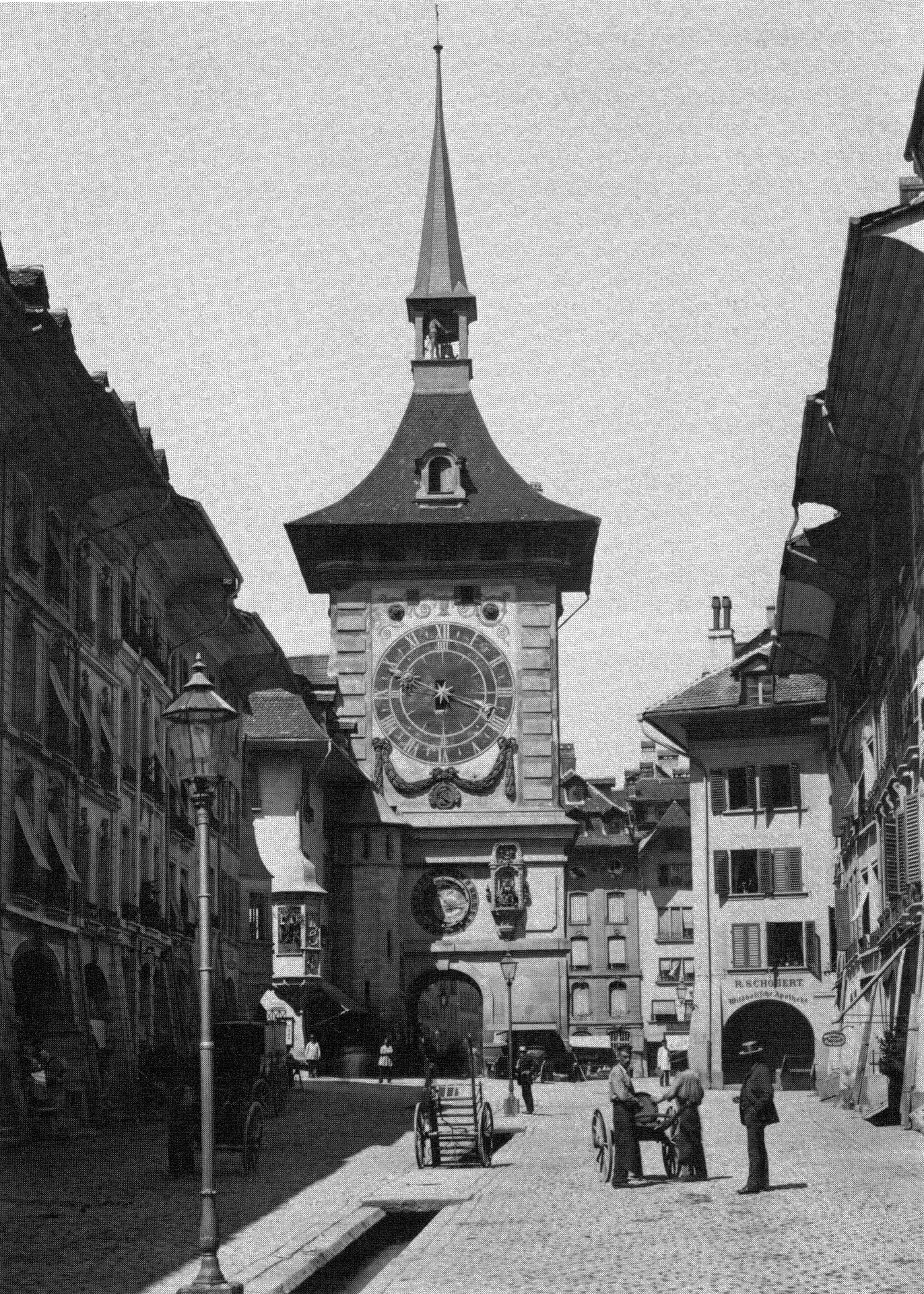
Kramgasse mit Stadtbach um 1865, dahinter der Zytglogge
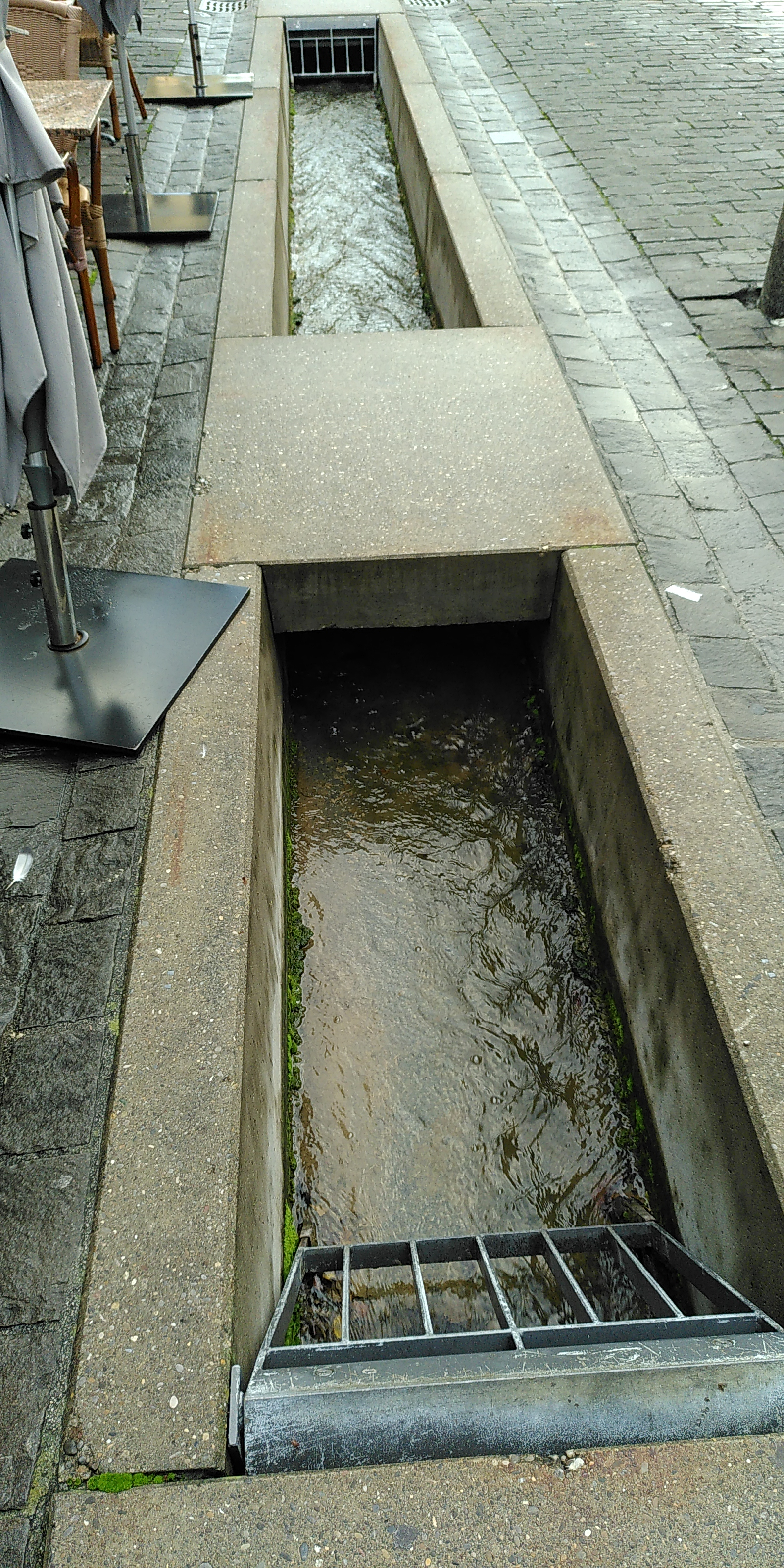
In Gegenrichtung fliessender Stadtbach in der Gerechtigkeitsgasse, Kunstobjekt von Martin Beyeler